# Santelmo (banda)
Santelmo fue una banda española de heavy metal, fundada por Jero Ramiro a finales de 2008 y disuelta en 2016.

## Nombre
El nombre de la banda tiene mucho que ver con el pasado de Jero, pues "San Telmo 1940" es una canción que él compuso para el álbum El clan de la lucha de Saratoga y Santa, un mítico grupo de los 80 en el que trabajó y que después ha ido teniendo una importante repercusión a lo largo del tiempo.

## Historia

### Inicios
Jero Ramiro, tras proponerse crear la nueva banda, en enero de 2009 asiste a un concierto de "Dr Snake", banda de versiones de Whitesnake, en la sala Ritmo y Compás de Madrid. Era una buena oportunidad, ya que había varios cantantes invitados a subir al escenario, con lo cual podría ver si alguno encajaba con las expectativas previstas para el nuevo grupo.
El destino quiso que Manuel Escudero, un cantante de Córdoba con el que Jero ya había trabajado en el proyecto de una banda, años atrás, participara en dicho concierto interpretando la canción "Gimme All Your Love Tonight". Después de su magnífica actuación, Jero le propuso formar parte de la nueva banda y Manuel aceptó de inmediato.
El puesto de bajista ya estaba decidido desde el principio. Luisma Hernández (Jero Ramiro, Arwen, Nagasaki, Time Symmetry) era la persona ideal, pues formó parte en la banda con la que Jero realizó los conciertos de la gira de Tenebrarium, además de existir una gran amistad y conexión musical entre los dos.
Fue el propio Luisma quien propuso incluir en el grupo al batería Jaime Olivares (Ankhara, Mysteria) ya que tocaban juntos de vez en cuando y sabía que técnicamente y como persona podía estar a la altura de las circunstancias. La decisión no pudo ser más positiva.

### San Telmo
Una vez consolidada la formación inicial, sólo faltaba encontrar al teclista adecuado. Después de algún que otro ensayo con diferentes teclas el puesto definitivo lo ocupa José Manuel Paz (Koven), sacado también de la no poco extensa agenda de contactos que posee Luisma.
Comenzaron la grabación de su primer disco en los estudios New Life de Madrid en agosto de 2009, finalizándolo en diciembre del mismo año. La banda al completo comienza los ensayos en marzo de 2009 alternando en su set-list tanto canciones nuevas como versiones de los grupos con los que Jero tuvo que ver en el pasado.
Colaboran como artistas invitados en el disco Manuel Ibáñez a los teclados (Medina Azahara, El Barrio), Leo Jiménez (Ex-Saratoga, 037 Leo, Stravaganzza, Leo Jiménez), Sergio Ramírez, Narci Tercero y José Garrido.
En noviembre de 2010, Manuel Escudero deja la banda. Una vez más y siguiendo su instinto, Jero Ramiro encuentra a Ronald Romero, chileno afincado en España desde hace dos años y al que le venía siguiendo la pista hacía meses a través de internet. Su amplia experiencia en otros grupos de rock (Sonus y Barracuda en su Chile natal y Konec Silnice en Madrid), su voz y puesta en escena, así como la rapidez con la que se adapta al grupo, hacen que se gane, en muy poco tiempo, los aplausos de los críticos de música del territorio español y de las personas que disfrutan del directo de Santelmo.
El 30 de abril Ronald Romero anuncia que deja Santelmo por motivos personales y pocos días después, el 3 de mayo, la banda anuncia la incorporación de Nacho Ruiz, cantante que estuvo en bandas como Arwen y Perfect Smile, ambas bandas de Madrid.
Tras la grabación de El alma del verdugo y Mamífero con Ruiz como vocalista, Jero Ramiro anunció  en 2014 su marcha de Santelmo para regresar a Saratoga. A pesar de la incorporación de Fran Soler como nuevo guitarrista, la banda anunció su disolución a comienzos de 2016. 

## Componentes

### Última formación
- Nacho Ruiz - Voz (2011-2016)
- Fran Soler - Guitarra (2014-2016)
- Luisma Hernández - Bajo (2009-2016)
- José Manuel Paz - Teclado (2009-2016)
- Jaime Olivares - Batería (2009-2011; 2013-2016)

### Miembros anteriores
- Manuel Escudero - Voz (2009-2010)
- Ronald Romero - Voz (2010-2011)
- Jero Ramiro - Guitarra (2009-2014)
- Iván Ramírez - Batería (2012)

## Discografía

### Álbumes
- Santelmo (2010)
- El alma del verdugo (2012)
- Mamífero (2014)